# Сумський фестиваль української поезії «Ми-Суми»
Су́мськи́й фестива́ль украї́нської пое́зії «Ми-Суми»  — Сумський фестиваль сучасної української поезії (м. Суми).

## Історія
І фестиваль відбувся 4 вересня 2011 р. у Сумській муніципальній галереї СмуГа до Дня міста.
У конкурсі зареєструвалися 16 поетів віком від 15 до 35 років. Розглядалися вірші написані виключно українською мовою. Кожен учасник мав по 2-3 поезії. Взяли участь як поети-новатори, так і ті, хто має вже кілька збірок, наприклад Оля Бєляєва
Ведучі і організатори: Сергій П'ятаченко та Анастасія Котляр.
Підсумком фестивалю став випуск збірки найкращих поезій учасників.

## Номінанти
І місце отримав поет із Сум  — Максим Едель. ІІ  — Алла Миколаєнко поетка із Конотопа, ІІІ  — Ольга Бражник із Білопілля.

## Журі

Журі фестивалю: А.Поважний, І.Козлова, М. Гриценко, номінантка О.Бражник, Л.Калиновська

Журі фестивалю: Микола Гриценко (поет, Київ), Ірина Козлова (поет, Конотоп), Аркадій Поважний (письменник, Суми), Софія Сітало (акторка, поетка, Суми), Людмила Калиновська, голова літературного об'єднання «Вир» (м. Білопілля).

## Організатори
Організатор СММО "Мистецька студія «Орфей» на чолі з Сергієм П'ятаченком.

## Почесні гості
На фестивалі були присутні депутати Сумської обласної ради, а також відомий музикант Орест Коваль.